# Lactobacillus
Lactobacillus is een bacteriegeslacht van grampositieve, facultatief anaerobe staven. De lactobacillen vallen onder de groep van melkzuurbacteriën en alle soorten zijn in staat om suikers om te zetten in melkzuur. Sommige soorten maken daarbij ook azijnzuur en koolzuurgas.
Lactobacillen komen van nature voor in rottend plant- of dierlijk materiaal, maar ook in de menselijke mondholte, vagina, dunne en dikke darm, waar ze een belangrijk deel uitmaken van de darmflora.
Lactobacillus-soorten worden veel toegepast bij de productie van gefermenteerde levensmiddelen, zoals kaas, yoghurt, salami, wijn, zuurdesem, kefir,geuze, zuurkool, olijven, tempé en vele traditionele gefermenteerde producten. Diverse soorten worden tegenwoordig ook gebruikt als probiotica om de darmflora te verbeteren.
In diervoeding spelen ze een belangrijke rol bij de fermentatie van gras en andere producten voor winter-bijvoeding (silage).
Lactobacillen kunnen ook bederf veroorzaken, vooral door verzuring van het product. Feitelijk is dat hetzelfde proces als fermentatie, alleen in een ongewenste situatie.
In 2020 werd het geslacht Lactobacillus opgesplitst in 25 kleinere geslachten, waarbij een flink aantal soorten van naam veranderde.
Verschillende bacteriesoorten die onder het geslacht Lactobacillus vallen zijn:
- Lactobacillus acidophilus, onder andere gebruikt als een probioticum
- Lactobacillus casei, onder andere gebruikt als een probioticum
- Lactobacillus delbrueckii, de L. delbrueckii subsp. bulgaricus (L. bulgaricus), wordt gebruikt voor het maken van yoghurt
- Lactobacillus fermentum, komt vooral voor in gefermenteerde producten
- Lactobacillus plantarum, komt vooral voor in gefermenteerde producten
- Lactobacillus reuteri, onder andere gebruikt als een probioticum